# Adria International Raceway
O Circuito de Adria (oficialmente: Adria International Raceway) é um autódromo localizado próximo a Adria, na Itália.
O circuito, inaugurado em 2002, abrigou provas da Fórmula 3, Superleague Fórmula, FIA GT, DTM, entre outras competições.